# Neustadt-Glewe
Neustadt-Glewe è una città del Meclemburgo-Pomerania Anteriore, in Germania.

Appartiene al circondario di Ludwigslust-Parchim (targa LWL) ed è capoluogo della comunità amministrativa (Amt) omonima. È una delle città più importanti dell'antico territorio denominato Lewitz.

## Amministrazione

### Gemellaggi
- Oststeinbek, dal 1991

Neustadt è membro del gemellaggio internazionale "Neustadt in Europa", che riunisce 36 città e comuni che portano nel nome la dicitura Neustadt ("città nuova").